# Milvus aegyptius
Milvus aegyptius es una especie de ave accipitriforme de la familia Accipitridae propia de la región afrotropical. Es tratada como una subespecie del milano negro (Milvus migrans) por algunas autoridades taxonómicas, sin embargo, estudios recientes de ADN sugieren que difiere significativamente de las poblaciones en el clado euroasiático, y debe considerarse como una especie alopátrica separada.

## Subespecies
Se reconocen dos subespecies: M. a. parasitus, que se encuentra en la mayor parte del África subsahariana (incluyendo Madagascar), a excepción de la cuenca del Congo y M. a. aegyptius de Egipto, el suroeste de Arabia y el Cuerno de África (se dispersa hacia el sur durante la temporada no reproductiva).